# Арсиноја
Арсиноја је у грчкој митологији било име више личности.

## Митологија
1. Хигин је наводи као једну од нисејских нимфи, чије име дословно значи „она која зна дестилацију“. Била јој је поверена улога, као и другим нимфама, да чува малог Диониса.[1]
2. Помиње се и као кћерка краља Миније, једна од Минијада,[2] чије име значи „мушког ума“.[3]
3. Кћерка краља Фегеја који је Алкмеона делимично очистио од греха матероубиства. Тако је Арсиноја (или Алфесибеја) постала Алкмеонова супруга. Муж јој је на венчању дао Хармонијину огрлицу и пеплопс. Међутим, ериније су га прогониле због матероубиства и он је у лудилу побегао, а када га је речни бог Ахелој поново и овај пут потпуно очистио од греха, оженио је његову кћерку Калироју. Она је од њега затражила дарове које је дао првој супрузи и он их је и затражио од Фегеја, али је слагао да жели да их посвети Аполоновом храму, како би окајао грехе због убиства своје мајке. Арсиноја је радо прихватила да врати те дарове јер је веровала да када се Алкмеон потпуно очисти од греха, неће бити препрека да јој се врати. Међутим, Фегеј је открио прави разлог и у бесу, наложио својим синовима да га убију, што су они и учинили.[2] За убиство су оптужили своју сестру, Арсиноју.[4] Према једној причи, Арсиноја није знала за дволичност свог супруга, а видела је убиство са прозора и почела је да оптужује свог оца и браћу за неосновано насиље над својим гостом и њеним мужем. Отац је покушао да јој објасни, али она није желела да слуша и чак га је проклела, као и своју браћу, да ће умрети на насилан начин пре наредног младог месеца. Због тога ју је отац затворио у сандук и продао као робињу краљу Немеје. Фегеј је наложио синовима да дарове, који очигледно доносе несрећу, однесу у Делфе као би их посветили Аполону. Они су при повратку одатле дошли у Немеју са циљем да своју сестру натерају да повуче клетву. У међувремену је Калироја чула за догађаје и молила се да њени, тада нејаки, синови одрасту и освете оца. Зевс јој је испунио молбу и они су нагло сазрели и постали одрасли људи, јунаци који су се упутили у Немеју, претпостављајући да ће тамо видети Фегејеве синове. И заиста, пре младог месеца, не само да су их убили, већ су стигли и до краља Фегеја и убили и њега.[3]
4. Једна од Леукипида, кћерка месенијског краља Леукипа и Филодике. Са Аполоном је имала кћерку Ериопиду, а у Месенији се веровало и да је она Асклепијева мајка. У Спарти је имала светилиште и била је слављена као хероина.[4]
5. Орестова дојкиња која га је спасила од његове мајке Клитемнестре, тако што је подметнула свог сина уместо њега, тако да је Егист, Клитемнестрин љубавник, убио погрешног дечака. Потом га је одвела код рођака Строфија. Према другим предањима, њено име је Лаодамија или Гејлиса.[4][3]